# Volker-Johannes Trieb

Volker-Johannes Trieb (2010)

Volker-Johannes Trieb (* 14. Juni 1966 in Worms) ist ein deutscher Bildhauer und Aktions-Künstler. Er arbeitet unter anderem zu den Themen Pazifismus und Menschenrechte.

## Leben
Volker-Johannes Trieb wuchs in Worms auf. Er ist Urenkel des Lehrers Adolf Trieb. 1983 begann er in Osnabrück eine Ausbildung zum Keramiker. 1987 bezog Trieb dort sein erstes eigenes Atelier, am alten Sutthauser Bahnhof. Es befindet sich, wie auch seine Galerie, in dessen früherer Scheune. Der angeschlossene Garten wurde von ihm als Künstlergarten gestaltet. 1995 kam ein zweites Atelier hinzu, im nahe gelegenen Georgsmarienhütte. Hier entstehen vor allem monumentale, freikünstlerische Skulpturen, auch aus Stahl und Holz.
Seit 30 Jahren akzentuiert Trieb skulptural das umliegende Dütetal, einen Landschaftsraum teils sakraler Prägung, vom Mahnmal Augustaschacht in Holzhausen/Ohrbeck über das Waldgebiet Hörner Bruch bis zum Park Marienheim des ehemaligen Guts Sutthausen.
Seit 2012 ist das Atelier Trieb Teil einer Kunst-Mikronation, die Volker-Johannes Trieb Artokratie IKTOMIA nennt. Er sagt dazu: „Ein Traum-Raum, eine geistige Freistatt, eine Parallelwelt, ein Sehnsuchts-Ort. Ein artonomes Reservat. Ein Kosmos des Magischen, des Geheimnisvollen.“
2022 initiierte Trieb gemeinsam mit der Arbeiterwohlfahrt eine Protestaktion gegen die Situation von Arbeitsmigranten in Katar im Zusammenhang mit der Fußball-Weltmeisterschaft 2022. Zusammen mit Fans, Mitarbeitern und Gremienmitgliedern des VfL Osnabrück befüllte er 6500 fußballförmige Sandsäcke mit dem Aufdruck „Weltgewissen, du bist ein Fleck der Schande.“ – ein Zitat der Widerstandskämpferin Truus Oversteegen. Am 1. April 2022, dem Tag der Auslosung der WM-Gruppen, wurden die Säcke vor der FIFA-Zentrale in Zürich abgekippt. Am 20. November 2022, dem Tag des WM-Eröffnungsspiels, drapierten Trieb und freiwillige Helfer die Säcke und 20.000 Grablichter im Stadion am Schloss Strünkede in Herne und hielten eine symbolische Trauerfeier für die verstorbenen Arbeiter ab.

## Werke
Trieb nutzt eine breite Palette von Materialien wie Holz, Glas, Stahl, Foto, Licht, Text, Sound, Fundstücke, Wasser, Flatterbänder, Textil, Sprühfarbe, Plakate, Motto-Kleidung und Social-Media-Posts. Er gestaltet Gesamtkunstwerke, darunter seine Scheune und Kunst-Gärten sowie innenarchitektonische Konzepte.
Sein Werk umspannt Monumentalskulpturen (Pitchforks for Peace, 2023), Aktionskunst (Feldzeichen zu Friedenszeichen, 2009) mit bis zu 20.000 Beteiligten,  Politische Aktionskunst (Skulptur Weltgewissen, du bist ein Fleck der Schande, 2022), die Kollektivkunst-Initiative Not then, not now, not ever (2018) mit 31 internationalen Künstlern, die Performative Intervention Botschaft in Rot (2023) ohne eigene Skulpturalkunst oder auch die Kunst-Mikronation Artokratie IKTOMIA rund um das Atelier, geschaffen durch seine Mäzenin Gisela Bohnenkamp. Obwohl die Installation nicht mehr betrieben wird, sind Reste noch heute zu sehen.
Trieb beschäftigt sich mit dem Krieg in der Ukraine. 2022 platzierte er Textbänder am Sowjetischen Ehrenmal in Berlin mit dem Zitat: „Und langsam häufen sich auf dem Feld die Toten“ aus dem Buch Im Westen nichts Neues von Erich Maria Remarque.

## Ausstellungen
- 2020: White Root, Rathaus, Osnabrück (vorher: Brandenburger Tor, Berlin)[6]
- 2016: Lebt der Mensch vom Brot allein?, EDEKA-Lebensmittelmarkt Kutsche, Osnabrück-Voxtrup
- 2014: Das ganze im Fragment, Atelier Trieb, Sutthauser Bahnhof, Osnabrück
- 2011: Ein Stück Himmel, Marienkirche, Osnabrück
- 2010: Damit nichts mehr bleibt, Kunsthalle Dominikanerkirche, Osnabrück
- 2010: Jeder Trank ein Traum, Atelier Trieb, Sutthauser Bahnhof, Osnabrück
- 2003: Benennungen, Gut Sutthausen, Osnabrück

## Ehrungen
- Bad Iburger Courage-Preis (2023).
- Niedersächsischer Verdienstorden, Verdienstkreuz am Bande (2024).

## Zitate
„Als Künstler oder kreativer Mensch stolpert man von einer Pubertät in die nächste.“ Volker-Johannes Trieb

## Publikationen
- 1914/1918 Damals nicht, jetzt nicht, niemals / not then, not now, not ever, Berlin (Hrsg.) Art & Culture International, 2018
- Ein Stück Himmel, Osnabrück (Hrsg.) Ev.-luth. Kirchengemeinde St. Marien / Volker-Johannes Trieb, 2011
- Memory Lane – Ruth und Dan Shomroni / Damit nichts mehr bleibt – Volker-Johannes Trieb, Holzhausen/Ohrbeck (Hrsg.) Gedenkstätte Augustaschacht, 2010
- Feldzeichen zu Friedenszeichen, Kalkriese (Hrsg.) VARUSSCHLACHT im Osnabrücker Land GmbH  – Museum und Park Kalkriese, Dr. Joseph Rottmann, 2009

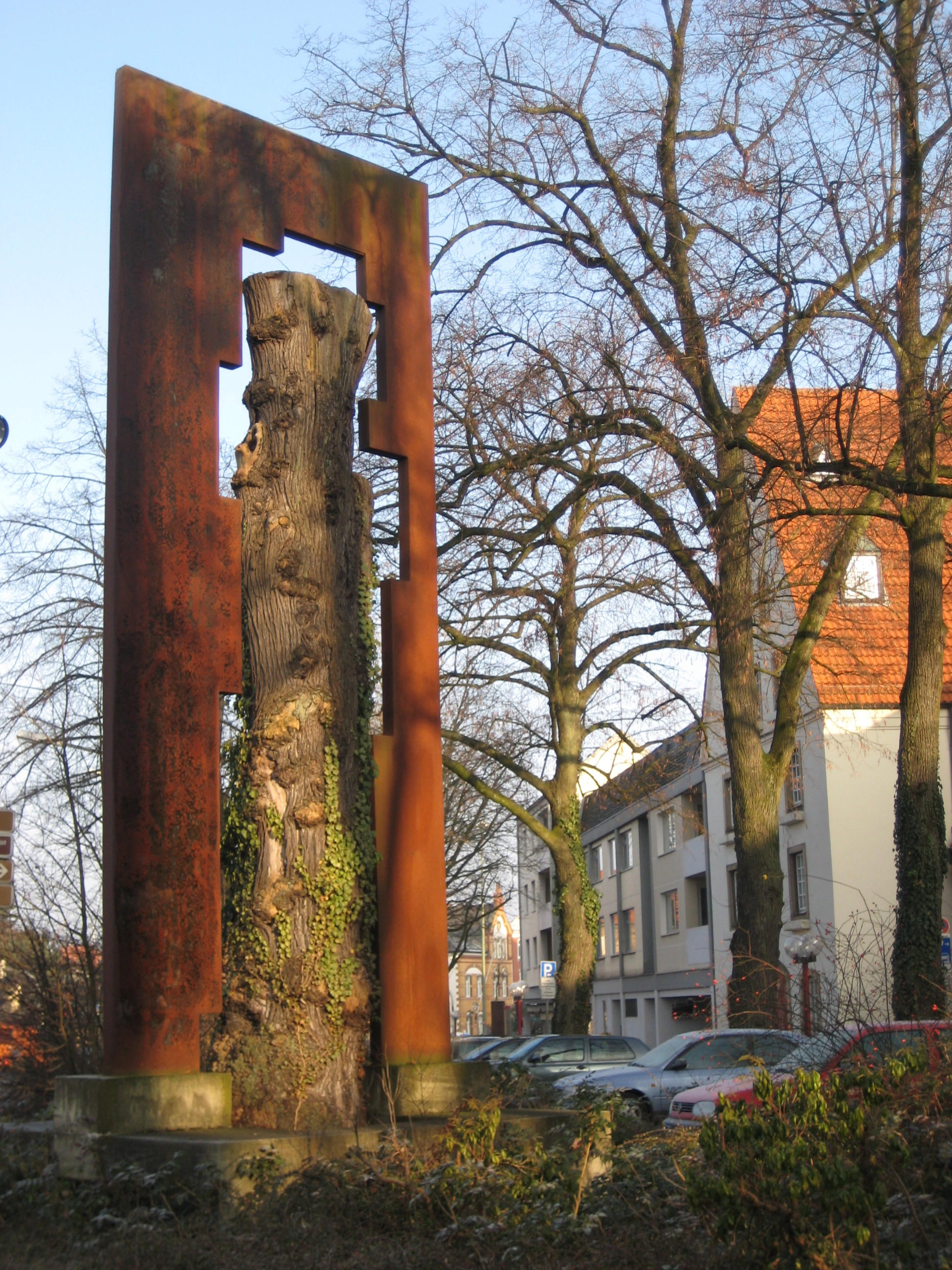
Koexistenz in Osnabrück, geschweißtes Eisen, 1998
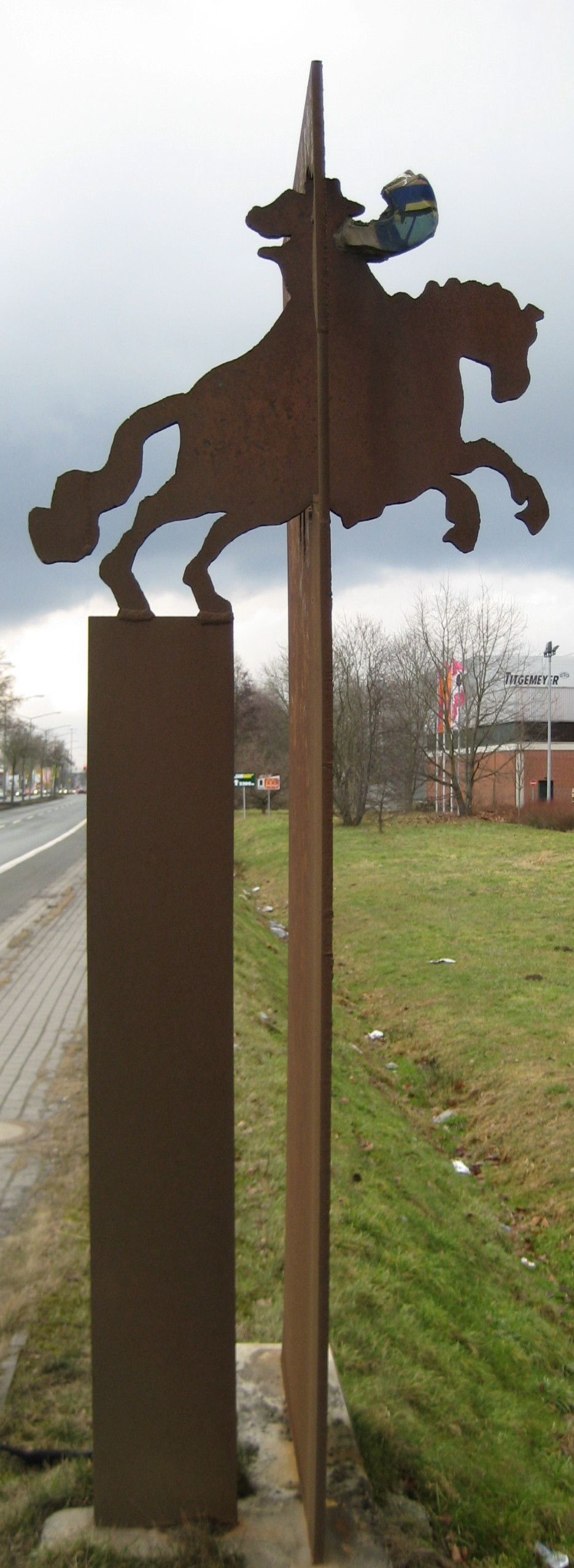
Osnabrücker Friedensreiter, 1998
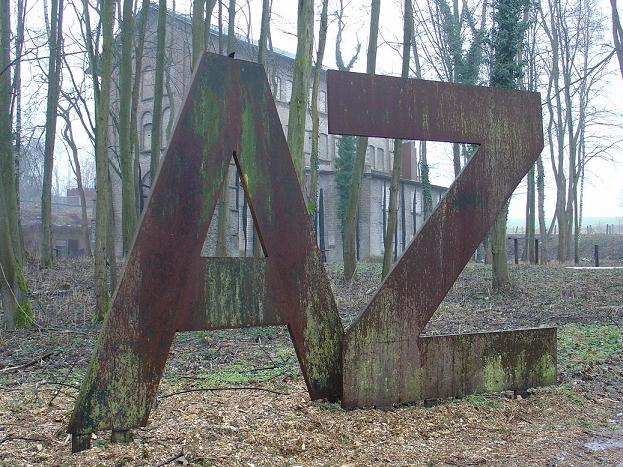
Mahnmal am Arbeitserziehungslager Ohrbeck
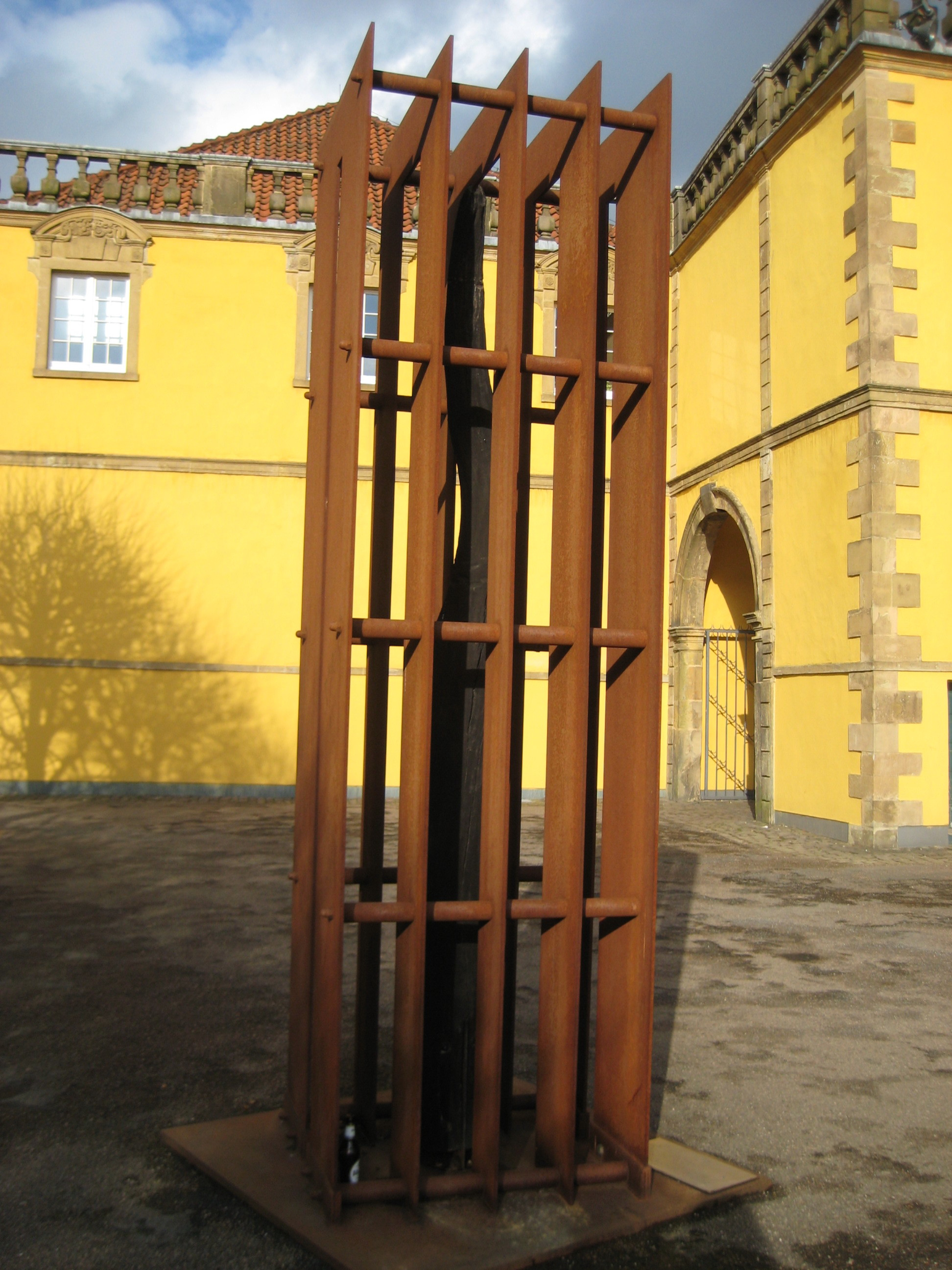
Erneuerung der Erinnerung, Buchenstamm, Stahl, geschraubt und geschweißt, Osnabrück, 2003
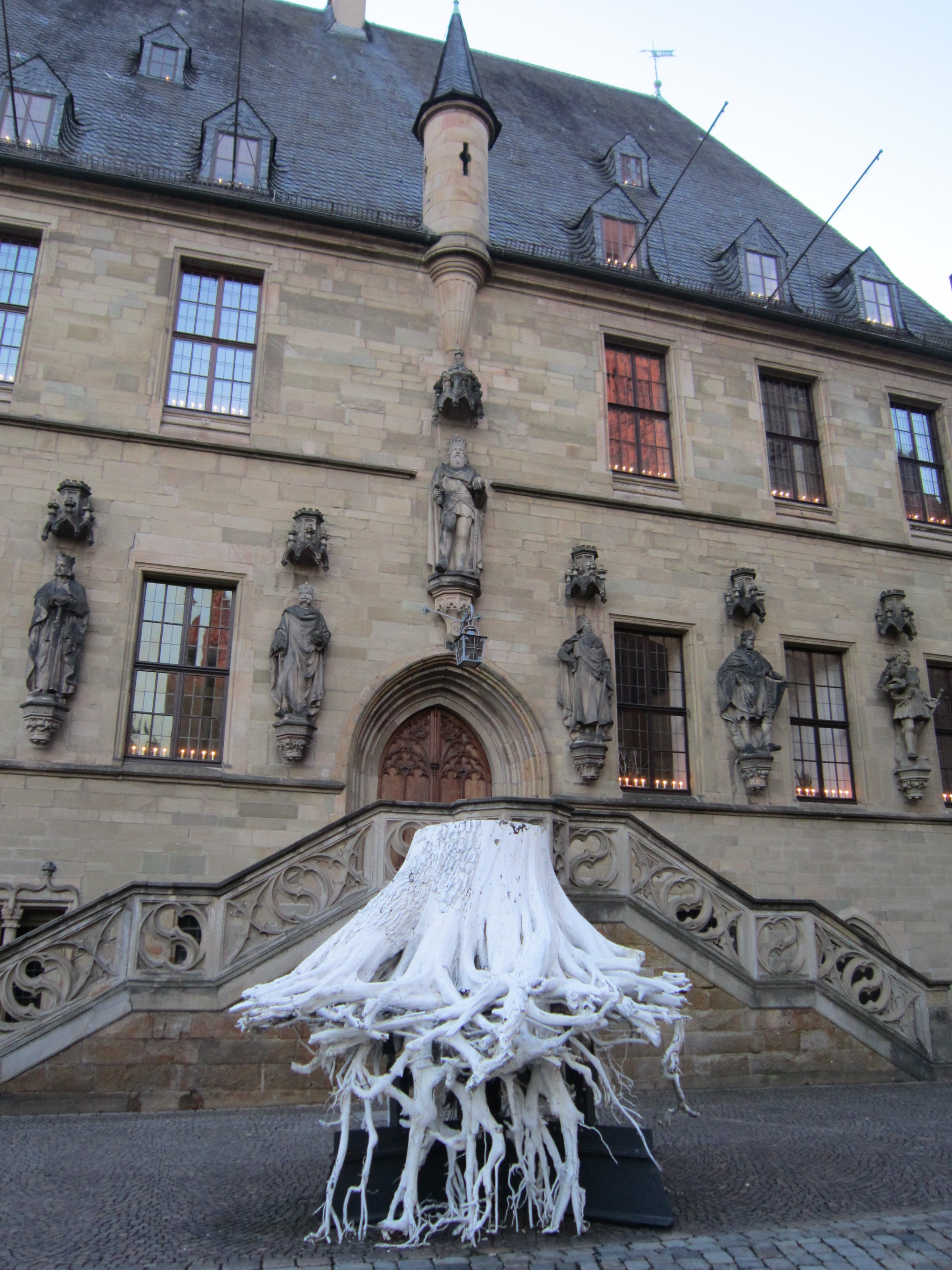
White Roots. Besprayter Baumstumpf mit Wurzeln; zunächst Berlin, dann Osnabrück, 2020